# 菊水テープ
菊水テープ株式会社（きくすいテープ、英: KIKUSUI TAPE CO.,LTD.）は、大阪府八尾市に本社を置く粘着テープメーカーである。

## 概要
包装用クラフトテープ、養生テープ、両面テープ、農業用テープ等、各種粘着テープの製造、販売および輸出入を行っている。路面標示用テープの「キクライン」シリーズでも知られるが、路面標示用塗料の製造で知られる株式会社キクテック（旧社名：菊水ライン株式会社）とは無関係である。

## 事業所
- 本社・大阪支店：大阪府八尾市東山本新町9-14-31
- 名張工場：三重県名張市八幡1300-66
- 東京支店：東京都杉並区梅里1-13-12 新高円寺第一生命ビルディング4階
- 名古屋支店：愛知県名古屋市中区丸の内1-5-28 伊藤忠丸の内ビル9階
- 広島営業所：広島県広島市西区南観音1-5-33 第三田中ビル1階
- 福岡営業所：福岡県福岡市博多区下呉服町7-8 大須賀ビル1階

## 沿革
- 1949年（昭和24年）西澤袈裟人が菊水テープ製造所として大阪府八尾市で創業。
- 1954年（昭和29年）菊水テープ製造株式会社を設立。初代 代表取締役社長に西澤袈裟人が就任。
- 1961年（昭和36年）日本初の包装用クラフト粘着テープ『A型クラフトテープ』販売開始[1]。
- 1966年（昭和41年）商号を菊水テープ株式会社に変更。
- 1969年（昭和44年）台湾菊水膠帯股份有限公司を合弁で設立。
- 1985年（昭和60年）三重県名張市の八幡工業団地に名張工場を新設。
- 1989年（平成元年）キクライン産業株式会社を設立。
- 1991年（平成3年）大阪府八尾市に本社社屋を新築。
- 1999年（平成11年）ＩＳＯ9001認証取得。
- 2018年（平成30年）キクライン産業株式会社を合併。

## 関連会社
- 台湾菊水膠帯股份有限公司